# Hartmut Flöckner
Hartmut Flöckner (n. 27 iunie 1953, Berlin, RDG) este un înotător ce a reprezentat Germania, medaliat olimpic. A participat la 2 ediții ale Jocurilor Olimpice (1972, 1976) în care a câștigat o medalie de argint.